# Wols

Selbstporträts

Das blaue Phantom (1951)

Wols (* 27. Mai 1913 in Berlin; † 1. September 1951 in Paris), eigentlich Alfred Otto Wolfgang Schulze – den Künstlernamen bildete er aus den Initialen Wolfgang Schulze –, war ein deutsch-französischer Fotograf, Maler und Grafiker. Er gilt als wichtiger Wegbereiter des Tachismus und Ahnherr des Informel.
Wols’ künstlerisches Werk entstand ausschließlich in Frankreich, wohin er 1932 ausgewandert war. Vom Surrealismus und den Bauhausmeistern inspiriert und ohne professionelle Ausbildung, schuf er, nach einer kurzen Phase als Fotograf, zunächst surrealistische und später informelle Zeichnungen und Gemälde. Insbesondere die in Öl gemalten Werke seiner späteren Phase beeinflussten französische und deutsche Maler des Informel. Jean-Paul Sartre und andere französische Schriftsteller schätzten ihn als Buchillustrator.

## Leben

### Kindheit und Jugend
Wolfgang Schulze war der Sohn des hohen Berliner Regierungsbeamten Alfred Schulze (1878–1929), der im Jahr 1919 zum Ministerialdirektor und Chef der Staatskanzlei in den sächsischen Staatsdienst berufen wurde, und dessen Ehefrau Eva, geborene Battmann (1886–1969). Er wuchs gemeinsam mit seiner Schwester Elfriede (1910–2001) in einem kulturinteressierten Elternhaus in Dresden auf, das Kontakte zu Dresdner Künstlern wie Ludwig von Hofmann, Robert Sterl, Conrad Felixmüller und Otto Dix pflegte, dank derer die Kinder früh mit der Bildenden Kunst in Berührung kamen. Als Vertreter des Ministeriums im Akademierat besaß Alfred Schulze erheblichen Einfluss auf die Berufung von Künstlern an die Dresdner Akademie; Otto Dix dankte ihm für seine Unterstützung dadurch, dass er ihn in der Mitteltafel seines Triptychons Großstadt (Mischtechnik auf Holz, 1927/28, Galerie der Stadt Stuttgart) als Saxophon spielenden Band-Leader darstellte. Von Hugo Erfurth existiert die Porträtfotografie Dr. Alfred Schulze (1927/28), von Robert Sterl ein Porträt in Ölmalerei.
Nach nur drei Grundschuljahren wechselte Wolfgang Schulze 1922 aufgrund seiner hervorragenden Leistungen auf das humanistische Staatsgymnasium in Dresden-Neustadt. Der Besuch der Großen Internationalen Kunstausstellung 1926 mit Werken der zeitgenössischen Moderne unter prominenter Vertretung von Otto Dix und der Bauhausmeister in Dresden hinterließ einen nachhaltigen Eindruck bei ihm. In den Jahren darauf verkehrte er im Club der „Hirsche“ um seinen väterlichen Freund Fritz Bienert, dem unter anderem Will Grohmann, Fritz Löffler und Gret Palucca sowie Otto Dix angehörten. Die Kriegsdarstellungen von Dix hatten den jungen Mann tief beeindruckt und prägten sein späteres Werk. Darüber hinaus war Wols sportlich aktiv und ab 1927 und bis zum Tod seines Vaters (1929) musikalisch tätig. 1927 erhielt er Geigenunterricht beim Konzertmeister der Dresdner Staatskapelle, Jan Dahmen. Generalmusikdirektor Fritz Busch, ein Freund des Hauses Schulze, war von dem Geigenspiel so angetan, dass er dem 14-Jährigen eine Konzertmeisterstelle in einem A-Orchester anbot. Im Jahr 1927 wechselte er auf das humanistische Gymnasium Zum heiligen Kreuz.
Der frühe Tod des Vaters löste eine schwere Verstörung aus. 1930 verließ er wegen seiner gefährdeten Versetzung die Schule und erhielt Privatunterricht zur Vorbereitung auf das Abitur. Trotz guter Leistungen verwehrte ihm das Ministerium die Zulassung zur Prüfung. Danach arbeitete er drei Monate in einer Dresdner Mercedes-Werkstatt und anschließend in dem angesehenen, für Porträt-Aufnahmen bekannten Foto-Atelier der Fotografin Genja Jonas. Nach kurzem Besuch der Kunst- und Kunstgewerbeschule Reimann in Berlin volontierte er 1932 einige Monate am Frobenius-Institut für Völkerkunde in Frankfurt am Main, wo er mit Begeisterung afrikanische Musikinstrumente inventarisierte. Schon 1928 hatte er sich mehrere Wochen im Haus des Ethnologen Leo Frobenius, Freund der Familie Schulze, am Lago Maggiore aufgehalten. Frobenius wollte ihn weiterbeschäftigen, wenn er das Abitur nachholt und studiert, doch verweigerte er sich diesem Ansinnen.

### Emigration
Am 14. Juli 1932 reiste Schulze mit einer Empfehlung des Bauhaus-Künstlers und -Lehrers László Moholy-Nagy nach Paris. Dort traf er die Künstler Amédée Ozenfant und Fernand Léger und lernte im Februar 1933 die rumänische Modeschneiderin Hélène Marguerite Dabija, genannt Gréty, kennen, die in erster Ehe mit dem surrealistischen Dichter Jacques Baron verheiratet war und, zusammen mit ihrer Schwester „Gazelle“, im Kreis der Surrealisten verkehrte. Sie wurde Schulzes Freundin und machte ihn mit Hans Arp, Alexander Calder, Alberto Giacometti und vielen weiteren Persönlichkeiten der Pariser Theater-, Literatur- und Kunstszene bekannt. Am 14. Juli 1933 reiste Schulze das letzte Mal nach Deutschland, um Erbschaftsangelegenheiten zu regeln. Angesichts der Machtübernahme der Nationalsozialisten entschloss er sich, in Paris zu leben. Er kehrte nicht mehr nach Deutschland zurück.
Ohne Arbeitserlaubnis in Paris unter ärmlichen Bedingungen lebend, zog er im Oktober 1933 gemeinsam mit Gréty nach Barcelona, dann von dort nach Mallorca. Seine Weigerung, dem Einberufungsbefehl zum deutschen Reichsarbeitsdienst zu folgen, brachte ihn in den kommenden Jahren ständig in Schwierigkeiten mit den spanischen und französischen Behörden. Ohne Papiere galt er als fahnenflüchtig und staatenlos, was mehrfach zu Inhaftierungen führte. Von Mallorca aus siedelten Schulze und Gréty 1934 nach Ibiza um. Gelegentlich arbeitete er als Taxifahrer, Fremdenführer und Deutschlehrer. Von den in Spanien entstandenen Fotografien, Zeichnungen und Aquarellen sind nur wenige erhalten geblieben. In Barcelona kam ihm 1935 seine geliebte, kostbare Geige abhanden. Daraufhin gab er das Geigenspiel für immer auf und lebte seine Liebe zur Musik fortan im Banjospiel. Wahrscheinlich Ende 1935 wurde er aus Spanien abgeschoben und kehrte auf abenteuerlichen Wegen über die verschneiten Pyrenäen zurück nach Frankreich.

### Als Fotograf in Paris
1936 erhielt er mit Hilfe von Fernand Léger und Georges-Henri Rivière eine befristete Aufenthaltsgenehmigung mit monatlicher Meldepflicht bei der Pariser Polizei. Weiterhin ohne Arbeitserlaubnis verdiente Schulze mit Fotografie seinen Lebensunterhalt. 1937 erhielt er den offiziellen und einträglichen Auftrag, den Pavillon de l’Elégance et de la Parure auf der Pariser Weltausstellung fotografisch zu dokumentieren. Er besaß faktisch die alleinigen Rechte. Aus dieser Zeit stammt auch sein Pseudonym „Wols“ – eine Telefonistin soll bei Annahme eines Telegramms seinen Namen falsch verstanden und verkürzt weitergegeben haben. Vom 30. Januar bis zum 18. Februar 1937 wurden seine Arbeiten erstmals in der renommierten Fotogalerie Galérie de la Pléiade unter dem Titel Photographies par Wolf Schulze öffentlich ausgestellt.
Zwischen 1937 und 1939 arbeitete Wols erfolgreich als Porträtfotograf und pflegte zusammen mit Gréty enge freundschaftliche Kontakte zu Pariser Schauspielern, Schriftstellern und bildenden Künstlern, die sich von ihm fotografieren ließen.

### Internierung und Flucht (1939–1945)
Am 3. September 1939, unmittelbar nach Ausbruch des Zweiten Weltkriegs, wurde Wols zusammen mit vielen anderen Deutschen im Stade de Colombes in einem Pariser Vorort festgesetzt und danach als „unerwünschter Ausländer“ in verschiedene französische Internierungslager verbracht: zunächst nach Neuvy-sur-Barangeon, dann nach Montargis und schließlich nach Les Milles bei Aix-en-Provence. Gleichzeitig mit Wols in der Ziegelei Les Milles interniert waren unter anderem Heinrich Maria Davringhausen, Ernst Engel, Max Ernst, Hans Bellmer, Lion Feuchtwanger, Henri Gowa, Walter Hasenclever, Franz Hessel, Alfred Kantorowicz, Max Lingner, Willy Maywald, Anton Räderscheidt, Max Raphael und Karl Wilczynski. Als Privilegierter kampierte er mit Max Ernst und Hans Bellmer in einem Stollen des Ringofens. Nach 14 Monaten Internierung konnte ihn Gréty mit Alkoholika und Malutensilien versorgen. Während der Internierungszeit entstand eine Vielzahl von surreal anmutenden Zeichnungen und Aquarellen, die das Lagerleben thematisierten. Am 29. Oktober 1940 wurde Wols aus dem Internierungslager Les Milles entlassen, nachdem er kurz zuvor Gréty geheiratet hatte, die seit ihrer Heirat mit Jacques Baron französische Staatsbürgerin war. Durch die Heirat erhielt Wols automatisch die französische Staatsbürgerschaft. Als Trauzeuge im Rathaus von Aix-en-Provence fungierte der Kunsthistoriker John Rewald.
Vom November 1940 bis Dezember 1942 lebte das Paar in äußerst schwierigen Verhältnissen in Cassis bei Marseille und versuchte, mit Hilfe des Amerikaners Varian Fry und dem Centre Americain de Secours sowie der amerikanischen Schriftstellerin Kay Boyle in die USA zu emigrieren. Fry und Boyle erhielten über hundert Aquarelle von Wols, die in Amerika die Qualität seiner Arbeit nachweisen sollten, damit er den Einreisestatus erhielt. Die Blätter wurden unter anderem in der Galerie Betty Parsons in New York zum Verkauf angeboten, um den Künstler zu unterstützen. Nach der Besetzung des entmilitarisierten südlichen Teils Frankreichs durch deutsche Truppen mussten Wols und Gréty Cassis verlassen. Die Reisevisa trafen zu spät ein. Auf der Flucht nach Dieulefit bei Montélimar gingen viele Arbeiten von Wols verloren. Von 1943 bis zum Kriegsende 1945 gewährte der Bürgermeister von Dieulefit dem Paar Unterkunft. In dieser Zeit entwickelte sich eine Freundschaft zwischen Wols und dem Schriftsteller Henri-Pierre Roché, der einer der ersten Sammler von Wols-Aquarellen wurde. Wols beschäftigte sich mit Schriften von William Faulkner, Edgar Allan Poe, Lautréamont, Franz Kafka, Lao-Tse und Jean-Paul Sartre. In Dieulefit entstanden weitere Aquarelle, Zeichnungen und Notizblätter, auch fotografierte Wols wieder, schließlich begann er mit der Ölmalerei auf kleinen Formaten. Zunehmende Alkoholabhängigkeit beeinträchtigte die Gesundheit des Künstlers.

### Erfolg als Maler
Auf Veranlassung von Henri-Pierre Roché besuchte der Pariser Kunsthändler René Drouin Wols in Dieulefit und erwarb 40 Aquarelle und Zeichnungen für eine Ausstellung im Dezember 1945 in seiner Galerie an der Place Vendôme, wo erstmals Wols’ Werke ausgestellt wurden. Das zur Ausstellung erschienene Begleitbuch (das sogenannte petit livre noir) mit 14 Reproduktionen ist die erste Veröffentlichung über Wols. Die zumeist kleinformatigen Arbeiten waren in Kästen indirekt beleuchtet. Wenige Tage vor Ausstellungseröffnung waren Gréty und Wols nach Paris zurückgekehrt, nahmen aber an ihr nicht teil. Im Streit mit dem Galeristen hatte Wols kurz vor der Eröffnung verlangt, die Ausstellung nicht stattfinden zu lassen. Der Ausstellung blieb der finanzielle Erfolg versagt, nicht aber die Anerkennung der Kritik.
Völlig mittellos waren Wols und Gréty 1945 nach Paris zurückgekehrt und wohnten in kleinen, häufig wechselnden Hotels im Quartier Saint-Germain-des-Prés, wo auch Jean-Paul Sartre und Simone de Beauvoir lebten, zeitweise in den gleichen Hotels. Wols freundete sich mit Sartre an, den er regelmäßig traf und der auch zwei Jahre lang Wols’ Hotelrechnung bezahlte. Für Sartre illustrierte Wols dessen Buch Visages. Simone de Beauvoir erinnert sich, dass er „täglich einen Liter Marc“ trank und sie ihn nie nüchtern gesehen habe; bei einem Treffen mit ihm erschien er ihr „zerlumpt, unrasiert und […] wie ein clochard“.
Von Drouin mit Leinwänden und Ölfarbe ausgerüstet, schuf Wols ab 1946 in kurzer Zeit über 40 Ölbilder. Am 23. Mai 1947 wurde eine Ausstellung dieser Bilder bei Drouin eröffnet. Die Schau schockierte das Pariser Publikum und machte den Künstler in der Szene bekannt. Er nahm teil an den Überblicksausstellungen Salon des Réalités Nouvelles und L’Imaginaire (mit Arbeiten von Hans Arp, Victor Brauner, Camille Bryen, Hans Hartung, Georges Mathieu, Jean-Paul Riopelle, Raoul Ubac) und schloss freundschaftliche Bekanntschaft mit Jean Paulhan und dem Maler Mathieu. Neben Illustrationen von Texten der Schriftsteller Jean Paulhan, Jean-Paul Sartre, Franz Kafka und Antonin Artaud entstand ein eigenständiges grafisches Werk.
In den Jahren von 1948 bis 1950 folgten trotz einer Phase schwerer gesundheitlicher Probleme, der vorübergehenden Trennung von Gréty und ständigen Wechseln der Wohnsitze weitere Ausstellungen in Paris, Mailand und New York, die sich auf die nach 1945 entstandenen Werke von Wols konzentrieren. Ein fester Vertrag für zwei Jahre mit dem Galeristen Pierre Loeb sicherte Wols den Lebensunterhalt. 1951 verschlechterte sich sein Gesundheitszustand nochmals. Eine Lungenentzündung, Leberzirrhose aufgrund schwerer Alkoholabhängigkeit und Gelbsucht zwangen Wols zu einem zweimonatigen Krankenhausaufenthalt mit anschließender Entziehungskur. Im Sommer 1951 erholte er sich bei einem Aufenthalt in Champigny-sur-Marne und wurde von Gréty gepflegt. Mit frischen Kräften arbeitete Wols an neuen Bildern und Aquarellen, seinen letzten Arbeiten.

### Tod
In der Nacht vom 24. zum 25. August 1951 zog Wols sich durch den Verzehr von verdorbenem Fleisch eine mit hohem Fieber einsetzende Lebensmittelvergiftung zu, die zunächst als Blinddarmentzündung diagnostiziert und nicht behandelt wurde. Schwer angegriffen, wurde er zu spät in ein Pariser Krankenhaus gebracht. Den Tod vor Augen, ließ er sich am 31. August 1951 von Gréty ins luxuriöse Hotel de Montalembert bringen, wo er am nächsten Vormittag starb. Die Beisetzung von Wols fand am 4. September 1951 im Columbarium des Friedhofs Père-Lachaise statt.

## Werk

Objets flottants La banane Paris (1932)

Der Kunsthistoriker und spätere Kunsthändler Ewald Rathke beziffert das Werk von Wols auf 80 Ölgemälde, von denen sich 30 im Museumsbesitz befinden, und auf 1.000 Aquarelle und Zeichnungen, von denen wenig mehr als 10 Prozent in öffentlichen Sammlungen zugänglich sind. Anlässlich einer Wols-Ausstellung im Centre Pompidou im Frühjahr 2020 bemisst die Autorin und Journalistin Bettina Wohlfahrt das Werk auf 85 Gemälde, 910 Aquarelle und 170 Zeichnungen.
Der Künstler und Autor Jürgen Claus fragte in seinem Buch Theorien zeitgenössischer Malerei nach „dem Wert von Vernichtung, Tilgung, Aufhebung in der Malerei von Wols. Im Unterschied zu Dadas Zerstörungen war“, so Claus, „seine abolition in die Malerei integriert, im Unterschied zum Surrealismus, aus dem er sich herausentwickelte, blieb die Zerstörung nicht im Thematischen ... sondern setzte in den malerischen Mitteln ein, die unter seinen Händen in eine Krise gerieten, in die er seiner Visionen einordnete.“ (Theorien zeitgenössischer Malerei, rowohlts deutsche enzyklopädie, Bd. 182, Reinbek/Hamburg 1963, S. 109.)
Rolf Wedewer verankert das Werk von Wols an der „Schnittstelle von Surrealismus und Informel“. Dies trifft sowohl für sein fotografisches wie sein malerisches Werk zu. Obwohl sein frühestes Ölgemälde (Objets flottants) auf das Jahr 1932 zurückdatiert werden kann, steht am Beginn seiner künstlerischen Karriere die Fotografie.
Wols’ knapp zwanzigjährige künstlerische Schaffensphase lässt sich grob in drei Abschnitte gliedern: Er begann mit Fotografien in den Pariser Jahren ab 1932 und arbeitete spätestens seit 1937 als professioneller Fotograf. Während seiner Internierung ab 1939 wechselte er zu Zeichnungen und Aquarellen, die auch nach seiner Freilassung bis zum Kriegsende den Hauptanteil seiner Werke bildeten. Ab 1945 verlagerte sich das künstlerische Schwergewicht auf Ölbilder. Daneben schuf er zahlreiche Radierungen für Buchillustrationen.

### Fotografien (1932–1941)
Nachdem Wols im Herbst 1932 mit Empfehlungsschreiben von László Moholy-Nagy nach Paris gereist ist, erhält er erste Fotoaufträge. Als freiberuflicher Fotograf arbeitet er bis zu seiner Internierung. Seine im Jahr 1937 erstmals ausgestellten Fotos in der Galerie de la Pléiade (Photographies par Wolf Schulze) brachten ihm den Auftrag der Vereinigung der französischen Modeschöpfer ein, die Präsentation im Pavillon d’elegance auf der Weltausstellung zu fotografieren. Fast alle Publikationen über den Pavillon, der als Schaufenster der französischen Modeindustrie galt, waren mit seinen Fotografien versehen. Seine ungewöhnlichen Raum- und Modefotografien wurden als Postkarten verkauft und in vielen internationalen Modemagazinen abgedruckt. Er fotografierte die noch unbekleideten Modepuppen, Torsi ohne Arme, die in Kisten gesteckten Arme. Mit einem ausgeklügelten Spiel von Licht und Schatten entrückte er die Szenerie ins Fantastische. Ewald Rathke schreibt dazu: „Unbewusst steuert er auf den Surrealismus zu.“ In dieser Zeit machte er ungewöhnliche Schwarz-Weiß-Aufnahmen von Roger Blin, Max Ernst, Jacques Prévert und Jacqueline Laurent, vom jungen Sänger Mouloudji, von Rafael Alberti, von der Malerin Sabine Hettner, der Tänzerin Nina Weichberger sowie den Schauspielerinnen Sonia Mossé, Nicole Boubant und Susanne Magisson-Borel. Außerdem machte er eine Reihe von Selbstporträts und fotografierte Stadtansichten und Stillleben.

### Zeichnungen und Aquarelle (1939–1945)
In den Internierungslagern zwischen 1939 und 1940 zeichnet und aquarelliert er ausschließlich. Auch zwischen 1940/41 und 1945 im südfranzösischen Dieulefit zeichnet, aquarelliert und fotografiert er. Zu seinen häufigen Sujets gehören Schiffe, Häfen, Zirkusse, Barrieren, surrealistische Fabelwesen. Aus feingezogenen Tuschelinien und spinnenhaften Kratzspuren ergeben sich wie von selbst traumhaft-fantastische Gespinste. Ab 1940 lassen sich die informellen Ansätze datieren, die durch Auflösung und Öffnung der „geschlossenen Gegenständlichkeit von schemenhaften bis hin zu völlig gegenstandsfreien und mehrdeutigen Formen“ führen. Festzustellen ist eine „Autonomisierung der Linie von einem bestimmbaren Motiv“. Vermutlich beginnt Wols nun versuchsweise mit ersten kleinformatigen Bildern in Öl. In diesem für das spätere Werk wichtigen Abschnitt verändert er seinen Ansatz, was sich auch in einer Vielzahl von Notizen und Aphorismen niederschlägt.

### Ölbilder (1946/47 und 1949–1951)
Zwischen 1945 und 1951 liegt der Schwerpunkt ganz auf der Ölmalerei, wobei wiederum zwei Phasen unterschieden werden können: 1946/1947 und 1949–1951. Außerdem entstehen Aquarelle und Radierungen, die Fotografie spielt nach 1945 keine Rolle mehr. In seinen 104 erhaltenen Ölbildern (davon 88 auf Leinwand und 16 auf Papier) wird deutlich, dass Wols mit ungewöhnlichen antiakademischen Techniken experimentierte. Er ließ verdünnte Farbe in mehreren Lagen gerinnen, zerfließen und auf der schräg gehaltenen Leinwand laufen, so dass ein dichtes Geflecht von Spuren entstand, durchzogen von Furchen und Gräben, die mit Pinselstiel, Gabel oder Messer in die Farbe gekratzt wurden. Manchmal tränkte der Künstler vor dem Malakt die Leinwand mit farbigem Terpen. Seine Ölbilder zeichnen sich durch eine Verdichtung auf die Bildmitte aus und erinnern an Gesichter, die gezeichnet sind von Verletzung, Leid und Alterung. Soweit bekannt, hat er nie Vorzeichnungen und Entwurfsskizzen benutzt. Werner Haftmann spricht vom „psychischen Automatismus“. Wols selbst verwendete niemals Titel, die Titel, unter denen viele seiner Bilder bekannt geworden sind, stammen von seiner Frau, von seinem Freund Henri-Pierre Roché oder von Kunsthändlern. Beispiel dafür ist das Gemälde Manhattan (1948/49, The Menil Collection), das seinen Bildtitel wahrscheinlich der Assoziation mit Gestalt und Grundriss des New Yorker Zentrums verdankt.
Wols’ Zeichnungen, Aquarelle und Gemälde waren zuerst beeinflusst durch den Surrealismus und zeigen verspielte Phantasiewelten; sie entstanden zum Teil unter Einfluss von Alkohol und anderen Drogen. Später interessierte ihn mehr die Verbindung von heftigen Pinselstrichen mit einer zum Relief tendierenden Malstruktur.
Auf der anderen Seite runden zarte Aquarelle, Federzeichnungen und Buchillustrationen
das Werk zum Lyrisch-Verspielten hin ab.

### Buchillustrationen
Als erste Illustration für einen literarischen Text hatte Wols 1944 eine Federzeichnung für Alain Bornes Buch Brefs (Kürzel) hergestellt, bevor er um 1947 zu einem gefragten Buchillustrator wurde. Über die Buchillustrationen, die eine nicht zu unterschätzende Einnahmequelle für Wols darstellten, kam er zum Radieren. Insgesamt illustrierte er zehn Bücher mit 29 Kaltnadelradierungen, weitere Bücher waren geplant. Er illustrierte Texte von Sartre (2 Bücher), René de Solier, Jean Paulhan, Antonin Artaud und Franz Kafka und trug mit einer Illustration zu dem Künstlerbuch Poésie de mots inconnus (Paris 1949) bei, einem Gemeinschaftswerk renommierter bildender Künstler und Schriftsteller. Wie Christiane Lukatis schreibt, hat sich Wols intensiv mit den Texten auseinandergesetzt, für die er Radierungen schuf. Es kam ihm darauf an, den Text nicht schlicht zu illustrieren, sondern ein bildliches Pendant zu schaffen, das mit dem Text assoziativ verbunden war, ohne jedoch auf eine eindeutige Sichtweise festgelegt zu sein.

## Fälschungen
Philipp Gutbrod hat in seinem vierbändigen Werkverzeichnis der Papierarbeiten von Wols neben 843 echten und 222 zweifelhaften Werken 455 Fälschungen verzeichnet.

## Rezeption
Der französische Malerkollege Georges Mathieu schrieb über seinen Besuch der Ausstellung von Wols-Gemälden in der Galerie Drouin im Jahr 1947:

„Vierzig Meisterwerke! Jedes zerschmetternder, aufwühlender, blutiger als das andere: ein Ereignis, ohne Zweifel das wichtigste seit den Werken van Goghs. Ich kam aus dieser Ausstellung ganz erschüttert heraus. Wols hatte alles vernichtet. Nach Wols war alles neu zu machen… Im ersten Anlauf hat Wols die Sprachmittel unserer Zeit genial, unabweisbar und unwiderlegbar eingesetzt und zu höchster Intensität gebracht. Und was mehr war, diese Ausdrucksmittel waren erlebt. Wols hat diese 40 Leinwände mit seinem Drama, mit seinem Blut gemalt. Es handelte sich um 40 Monumente aus der Kreuzigung eines Menschen, der die Verkörperung einer Reinheit, Sensibilität und Weisheit war, die nicht allein dem Abendland, sondern der ganzen Schöpfung selbst zur Ehre gereichen.“

Die Kasseler Kunsthistorikerin Dorothee Gerkens ist der Frage nachgegangen, welche Bedeutung Wols auf die deutschen Informel-Maler nach 1945 hatte und konnte bei Bernard Schultze, Emil Schumacher, Otto Greis und Gerhard Hoehme unterschiedliche Einflüsse aufzeigen. Die genannten Künstler haben, meist ohne Wols persönlich begegnet zu sein, seine informellen Arbeiten entweder in Pariser Ausstellungen oder in den frühen deutschen Ausstellungen in Köln (Galerie Der Spiegel, 1955) oder Kassel (documenta, 1955, 1959) erstmals wahrgenommen und waren ausnahmslos tief beeindruckt, ja teilweise überwältigt.
Frühe Interpreten wie Werner Haftmann und Jean-Paul Sartre haben Wols Werke in die Nähe der Bilder von Paul Klee gerückt. So äußerte sich Sartre: „Klee ist ein Engel, Wols ein armer Teufel. Der eine erschafft oder wiedererschafft die Wunder dieser Welt, der andere erfährt an ihnen das wunderbare Entsetzen.“ Er selbst sah indessen, was ihn von Klee trennt: Dieser habe „den Traum und den Gedanken bis zur erstaunlichsten Schönheit getrieben“, er dagegen treibe „seine Gymnastik am abschüssigen Hang“. Die Kunsthistorikerin Patrycja de Bieberstein Ilgner kann indessen in zwei Frühwerken Wols’ eine direkte Bezugnahme auf Klees Zwitschermaschine (1922, Museum of Modern Art, New York) nachweisen, und zwar in dem um 1937/39 entstanden Aquarell La panoplie fantastique (Privatbesitz) sowie in einer unbetitelten Tuschfederzeichnung von 1938/40 im Besitz der Karin und Uwe Hollweg Sammlung.
Werner Haftmann romantisierte Wols im Sinne der „Poètes maudits“, der das Schicksal von „Verfolgung, Not, Heimatlosigkeit und immer wieder Flucht“ angenommen habe und das „aufzeichnete, was mit ihm geschah: nicht das Faktische, sondern die Bilder, die aus der Wunde strömten, die das Leben schlug“. Ewald Rathke stellt dem das Bildnis eines präzisen, hoch bewussten poetischen Geists entgegen. Für den amerikanischen Kunsthistoriker und mehrfachen Museumsleiter Tom L. Freudenheim erscheint der Franzose Jean Fautrier dem Wolsschen „spirit“ am nächsten.
Werke von Wols wurden postum auf der documenta (1955), documenta II (1959) und documenta III (1964) sowie in einer umfangreichen Werkübersicht auf der XXIX. Biennale in Venedig (1958) gezeigt. Auf der documenta 1955 war er mit vier Exponaten vertreten, 1959 mit einundvierzig und 1964 mit neun Gemälden und fünf Federzeichnungen. Die größte Resonanz unter den Kunstkritikern und in den Medien fanden seine Werke auf der documenta II. Die erste deutsche Ausstellung präsentierte die Kölner Galerie Der Spiegel vom 23. April bis 20. Mai 1955. Die erste Retrospektive Wols’ veranstaltete der Direktor des Frankfurter Kunstvereins, Ewald Radtke, im November 1965. In seinem einführenden Text Zur Kunst von Wols charakterisierte er dessen Werk als „gegenstandslose Phantastik“, das im Frühwerk noch vom Surrealismus beeinflusst worden sei.

## Werke (Auswahl)
- Objets flottants (la banane), 1932, Öl auf Leinwand, 46 × 38 cm (Abb.). FAZ, 12. Juni 2011, abgerufen am 29. Juli 2020.
- Mademoiselle Docteur, um 1937/39, Tuschfeder und Aquarell auf strukturiertem Papier aufgezogen, 30,3 × 22,5 cm, Karin und Uwe Hollweg Sammlung, Bremen (Abb.)
- Elephant and Boats (Elefant und Schiffe), um 1940/41, Tuschfeder und Aquarell auf Papier, Karin und Uwe Hollweg Sammlung, Bremen (Abb.)
- Un voyage étrange (Eine fremdartige Reise), um 1943, Tuschfeder, Aquarell, Deckweiß auf hellem Ingrespapier, 16 × 18,7 cm, Karin und Uwe Hollweg Sammlung, Bremen
- Tête abimée (Geschundener Kopf), um 1944, Feder in Schwarz, Aquarell un Deckweiß auf getöntem Ingres, 17 × 12,2 cm, Städelsches Kunstinstitut, Frankfurt am Main
- Vascello all’ancora (Das ankernde Schiff), um 1944/45, Tuschfeder und Aquarell auf hellem Papier, 13,5 × 13,5 cm, Karin und Uwe Hollweg Sammlung, Bremen
- La ville rosé (Die rosafarbene Stadt), um 1945/46, Tuschfeder, Aquarell, Deckweiß. Gouache, Grattage und Tuschpinsel auf Papier, 18,5 × 25 cm, Privatbesitz
- Composition en rouge (Rote Komposition), um 1946, Öl und Grattage auf Leinwand, 92 × 73 cm, Staatliche Kunsthalle Karlsruhe
- Komposition, um 1946, Öl, Grattage, Tubenabdrücke auf Leinwand, 53,8 × 65,5 cm, Bayerische Staatsgemäldesammlungen, München, Pinakothek der Moderne
- Oui, oui, oui (Ja, ja, ja), 1946/47, Öl, Grattage, Tubenabdrücke auf Leinwand, 80,6 × 64,2 cm, The Menil Collection, Houston (Abb.)
- L’aile de papillon (Der Schmetterlingsflügel), um 1946/47, Öl, Grattage, Tubenabdrücke auf Leinwand, 55 × 46 cm, Centre Pompidou, Paris (Abb.)
- It’s All Over (Es ist alles vorbei), 1946/47, Öl, Grattage, Tubenabdrücke auf Leinwand, 81,3 × 81,3 cm, The Menil Collection, Houston (Abb.)
- Komposition, um 1947, Öl, Grattage, Tubenabdrücke auf Leinwand, 81 × 64,7 cm, Hamburger Kunsthalle
- Regarde hallucinée (Halluzinative Beobachtung), um 1947, Öl, Grattage, Tubenabdrücke auf Leinwand, 81 × 81 cm, Museum Folkwang, Essen
- Composition jaune (Gelbe Composition), 1947, Öl, Grattage, Tubenabdrücke auf Leinwand, 73 × 92 cm, Staatliche Museen zu Berlin, Neue Nationalgalerie (Abb.)
- La tapisserie (Der Wandteppich), um 1947, Öl, Grattage, Tubenabdrücke auf Leinwand, 54 × 73 cm, Museum Ludwig, Köln
- Manhattan, 1948/49, Öl und Grattage auf Leinwand, 146 × 97,5 cm, The Menil Collection, Houston
- L’oiseau (Der Voge), 1949, Öl, Grattage, Tubenabdrücke auf Leinwand, 92,1 × 65,1 cm, The Menil Collection, Houston (Abb.)
- Poisson (Fisch), 1949, Öl und Grattage auf Leinwand, 72,9 × 49,8 cm, The Menil Collection, Houston
- La turquoise (Die Türkin), 1949, Öl, Grattage, Tubenabdrücke auf Leinwand, 61 × 50,5 cm, Centre Pompidou, Paris
- Composition aubergine (Auberginenfarbene Komposition), um 1949, Öl und Grattage auf Leinwand, 92 × 73 cm, Galerie Neue Meister, Staatliche Kunstsammlungen Dresden
- Le fantome bleu (Das blaue Phantom), 1951, Öl, Grattage, Tuben- und Fingerabdrücke auf Leinwand, 73 × 60 cm, Museum Ludwig, Köln (Abb.)
- Le bateau ivre (Das trunkene Schiff), 1951, Öl, Grattage, Tubenabdrücke auf Leinwand, 92 × 73 cm, Kunsthaus Zürich
- Composition Champigny, 1951, Öl, Grattage, Tuben-, Finger und Tuchabdrücke auf Leinwand, 72 × 59 cm, Sammlung Ströher, Darmstadt
- L’inachevèe (Das Unvollendete), Öl auf Leinwand, 130 130 × 97 cm, Galerie Karsten Greve, St. Moritz

## Ausstellungen (Auswahl)
- 1937: Photographies par Wolf Schulze, Galerie de la Pléiade, Paris
- 1945: Wols – Aquarelle und Zeichnungen, Galerie René Drouin, Paris (Ausstellungskatalog)
- 1947: Wols – 40 Ölgemälde, Galerie René Drouin, Paris (Ausstellungskatalog)
- 1951: Wols – First American Exhibition, Hugo Gallery, New York
- 1955: Wols. Zeichnungen, Aquarelle, Bilder, Galerie Der Spiegel, Köln. (Erste deutsche Einzelausstellung mit Ausstellungskatalog)
- 1965/1966: Wols – Gemälde – Aquarelle – Zeichnungen – Fotos, Frankfurter Kunstverein, Frankfurt am Main (Ausstellungskatalog)
- 1973: Wols 1913–1951. Gemälde, Aquarelle, Zeichnungen. Nationalgalerie (Berlin) (Ausstellungskatalog)
- 1989/1990: Wols. Bilder, Aquarelle, Zeichnungen, Photographien, Druckgraphik, Kunsthaus Zürich und Kunstsammlung Nordrhein-Westfalen (Ausstellungskatalog)
- 2001: Wols – „Das Mass der Handfläche ist heilig“ – Aquarelle, Zeichnungen und Druckgraphik 1936–1949. Ausstellung anlässlich des 50. Todestages des Künstlers. Die Sammlung Karin und Uwe Hollweg, Kunsthalle Bremen.
- 2001: Wols – Photographien, Radierungen, Galerie/Edition Stella A., Berlin[46]
- 2010: Wrong, Kunst im Tunnel, Düsseldorf, Gemeinschaftsausstellung kuratiert von Katharina Fritsch und Gertrud Peters.
- 2012: Circus Wols. Kurator: Olaf Metzel, Weserburg Museum für moderne Kunst, Bremen[19]
- 2013: Wols Photograph. Der gerettete Blick, Kupferstichkabinett Dresden[47]
- 2013: Wols. Die Retrospektive. (Ausstellungskatalog) Kunsthalle Bremen[48] Die erste große Ausstellung seit 25 Jahren (anschließend Houston, USA Menil Collection)
- 2013/14: Wols – „das große Mysterium“, Museum Wiesbaden, 2014 Museum Liner Appenzell[49]
- 2014: Wols – Aufbruch nach 1945, Neue Galerie, Kassel
- 2014: Wols Photograph. Der gerettete Blick, Martin-Gropius-Bau, Berlin[50]
- 2020: Wols. Histoires naturelles. Centre Pompidou, Paris[51]
- 2023: Wols. Galerie Karsten Greve, Paris.[52]

### Schriften von Wols, Ausstellungskataloge
- Wols. Galerie Alexandre Jolas, New York, Paris Geneve. 1953. Texte: J.P. Sartre.
- Aus einem Gespräch Ione Robinsons mit Wols (Paris 1947), in: Jürgen Claus, Theorien zeitgenössischer Malerei, rowohlts deutsche enzyklopädie, Bd. 182, Reinbek/Hamburg 1963, S. 107 ff.; Neuauflage: Jürgen Claus, Malerei als Aktion, Ullstein Materialien, Bd. 35247, Frankfurt/M., S. 107 ff.
- Wols. Aufzeichnungen. Aquarelle, Aphorismen, Zeichnungen. Herausgegeben und eingeleitet von Werner Haftmann mit Beiträgen von Jean-Paul Sartre und Henri-Pierre Roché. Köln 1963.
- Wols – Cités et Navires. Michel Couturier et Cie, Paris, 1964.
- Wols – Gemälde – Aquarelle – Zeichnungen – Fotos. Ausstellungskatalog mit einer Einleitung von Ewald Rathke: Frankfurter Kunstverein, Frankfurt am Main 1965
- Wols. Galerie Räber, Luzern, 1967. Texte: Helga Rensing, Grety Wols.
- Wols. Musee des Beaux-Arts Nancy, 1970. Text: S. Guillaume.
- Wols 1913–1951. Gemälde Aquarelle Zeichnungen. Neue Nationalgalerie Berlin, 1973. Hrsg. Werner Haftmann.
- Wols. Aquarelle Druckgraphik. 1913–1951. Ausstellungskatalog, Staatliche Kunstsammlungen Kassel 1985.
- Wols: Wols sa vie. Goethe-Institut Paris, 1986. Hrsg. Gerhard Götze.
- Wols. Drawings and Water-Colours. Zeichnungen und Aquarelle. Katalog zur Ausstellung im Goethe-Institut London: 17. Mai – 29. Juni 1985; sowie im Graphischen Kabinett Werner, Bremen: 4. Oktober – 9. November 1985. Ausstellungskatalog hrsg. von Ewald Rathke.
- Aphorismes de Wols, Amiens 1989, ISBN 978-3-8296-0439-0.
- Wols. Bilder, Aquarelle, Zeichnungen, Photographien, Druckgrafik. Katalog zur Ausstellung im Kunsthaus Zürich: 24. November 1989 bis 11. Februar 1990 und in der Kunstsammlung Nordrhein-Westfalen, Düsseldorf: 31. März – 27. Mai 1990, Zürich und Düsseldorf 1989.
- Wols. Aquarelle 1937–1951. hrsg. von Tilman Osterwold und Thomas Knubben. Katalog der Städtischen Galerie Altes Theater Ravensburg 21. September – 16. November 1997, Ostfildern-Ruit 1997.
- Wols. Galerie Karsten Greve, Köln 1998.
- Wols. Photographien, Aquarelle, Druckgraphik. Institut für Auslandsbeziehungen, Ostfildern 1999 (veränderte Auflage).
- Wols. Aquarelle, Zeichnungen, Notizblätter aus dem Besitz von Marc Johannes. hrsg. von Claus Mewes. Katalog zur Ausstellung im Kunsthaus Hamburg, 10. November 2000 bis 21. Januar 2001; Villa Merkel, 20. Mai – 17. Juni 2001; Staatliche Kunstsammlungen Dresden, Kupferstichkabinett, 11. Juli – 28. September 2001, Hamburg 2000 (zuzgl. Beiheft).
- „Das Maß der Handfläche ist heilig“. Wols – Aquarelle, Zeichnungen und Druckgraphik 1936–1949. Eine Ausstellung anlässlich des 50. Todestages. Die Sammlung Karin Hollweg, Kunsthalle Bremen 2001.
- Wols. Sieben Selbstbildnisse. Edition Griffelkunst 2001. Autor: Claus Mewes. Hamburg 2001.
- Wols. Komposition. Von Anabelle Görgen mit einem Bericht über die Restaurierung des Gemäldes von Barbara Sommermeyer. hrsg. von Uwe M. Schneede und ermöglicht von den Freunden der Kunsthalle e. V. aus Anlass der Ausstellung Im Blickfeld: Wols. Komposition, in der Hamburger Kunsthalle, 15. Februar – 12. Mai 2002, Hamburg 2002.
- Wols. Das druckgraphische Werk. Bearbeitet von Ralf Busch. Schriften der Griffelkunst-Vereinigung Hamburg. Hrsg. Harald Rüggeberg, Hamburg 2004.
- Wols. Blickwechsel. Frauenporträts aus den 1930er Jahren. Edition Griffelkunst 2005. Autor: Claus Mewes. Hamburg 2005.
- Wols: Die Aphorismen – Das literarische Werk von Wols. Herausgegeben von Hans-Joachim Petersen. Schirmer & Mosel, München 2010, ISBN 3-8296-0439-4 (franz.: ISBN 2-08-124455-1).
- Wols. Die Retrospektive. Ausstellungskatalog, hrsg. von Kunsthalle Bremen und The Menil Collection, Houston. Mit Beiträgen von Patrycja de Bieberstein Ilgner, Toby Kamps, Ewald Rathke, Katy Siegel. Hirmer Verlag, München 2013, ISBN 978-3-7774-2049-3.
- Wols Photograph. Der gerettete Blick. Herausgegeben von Michael Hering. Hatje Cantz Verlag, Ostfildern 2013, ISBN 978-3-7757-3605-3.
- Wols. Aufbruch nach 1945. Ausstellungskatalog, hrsg. von Museumslandschaft Hessen Kassel, Bernd Küster. Mit Beiträgen von Dorothee Gerkens, Christiane Lukatis, Mechthild Haas, Harald Kimpel, Philipp Gutbrod, Ewald Rathke. Michael Imhof Verlag, Petersberg 2014, ISBN 978-3-7319-0019-1.